# Station Pétange
Station Pétange (Luxemburgs: Gare Péiteng) is een spoorwegstation in de plaats en gemeente Pétange in Luxemburg.
Het station ligt aan lijn 6f, (Esch-sur-Alzette - Pétange), lijn 6g/h/j (Pétange - Rodange grens) en lijn 7, (Luxemburg - Pétange).
Voorheen liep vanuit hier ook lijn 2, (Pétange - Ettelbruck). Het wordt beheerd door de Luxemburgse vervoerder CFL.

## Treindienst
| Serie              | Treinsoort             | Route | Bijzonderheden                                                      |
| ------------------ | ---------------------- | --- | ------------------------------------------------------------------- |
| RE 6700            | Regional-Express (CFL) | Luxemburg – Esch-sur-Alzette – Pétange – Rodange                                                              | Twee treinen per dag, niet op zondag.                               |
| RE 6900            | Regional-Express (CFL) | Luxemburg – Esch-sur-Alzette – Pétange – Rodange                                                              | Rijdt niet op zondag.                                               |
| P 7180RE 7100      | Piekuurtrein (NMBS)    | Virton – Rodange – Pétange – Luxemburg                                                                        | Rijdt alleen op werkdagen.                                          |
| RE 7400            | Regional-Express (CFL) | Luxemburg – Pétange – Rodange                                                                                 | Rijdt alleen op werkdagen, een trein per dag.                       |
| RE 7700            | Regional-Express (CFL) | Luxemburg – Pétange – Rodange                                                                                 | Rijdt alleen op werkdagen, een trein per dag.                       |
| P 7680/8680RE 8650 | Piekuurtrein (NMBS)    | [ Bertrix – Dinant ] / [ Libramont – [ Virton – ] / [ Marbehan – ] Aarlen ] / [ Athus – Pétange – Luxemburg ] | Een trein Aarlen - Virton - Libramont. Een trein Athus - Luxemburg. |
| RE 86500           | RegionalExpress (CFL)  | Luxemburg – Pétange – Longwy                                                                                  |                                                                     |
| RB 6800            | Regionalbahn (CFL)     | Luxemburg – Esch-sur-Alzette – Pétange – Rodange                                                              |                                                                     |
| L 4700RB 4700      | L-trein (NMBS / CFL)   | Athus – Pétange – Luxemburg                                                                                   | Halfuursdienst met RB 5000.                                         |
| L 5050RB 5000      | L-trein (NMBS / CFL)   | Athus – Pétange – Luxemburg                                                                                   | Halfuursdienst met RB 4700.                                         |

CFL Lijn 6 en 6a:
Luxemburg · Luxembourg-Howald · Howald · Fentange · Berchem · Bettembourg · Noertzange · Schifflange · Esch-sur-Alzette · Belval-Université · Belval-Lycée · Belval-Rédange · Belvaux-Soleuvre · Oberkorn · Differdange · Niederkorn · Pétange · Lamadeleine · Rodange 

CFL Lijn 6b: Bettembourg · Dudelange-Burange · Dudelange-Ville · Dudelange-Centre · Dudelange-Usines · Volmerange-les-Mines

CFL Lijn 6c: Noertzange · Kayl · Tétange · Rumelange · Rumelange-Ottange

CFL Lijn 6e: Esch-sur-Alzette · La Hoehl · Audun-le-Tiche
Zie ook: CFL Lijn 1 · CFL Lijn 2 · CFL Lijn 3 · CFL Lijn 4 · CFL Lijn 5 · CFL Lijn 7
CFL Lijn 7:
Luxemburg · Hollerich · Leudelange · Dippach-Reckange · Schouweiler · Bascharage-Sanem · Pétange · Lamadeleine · Rodange
Zie ook: CFL Lijn 1 · CFL Lijn 2 · CFL Lijn 3 · CFL Lijn 4 · CFL Lijn 5 · CFL Lijn 6 · CFL Lijn 6a · CFL Lijn 6b · CFL Lijn 6c